# Frantz Funck-Brentano
Pour les personnes ayant le même patronyme, voir Funck-Brentano.

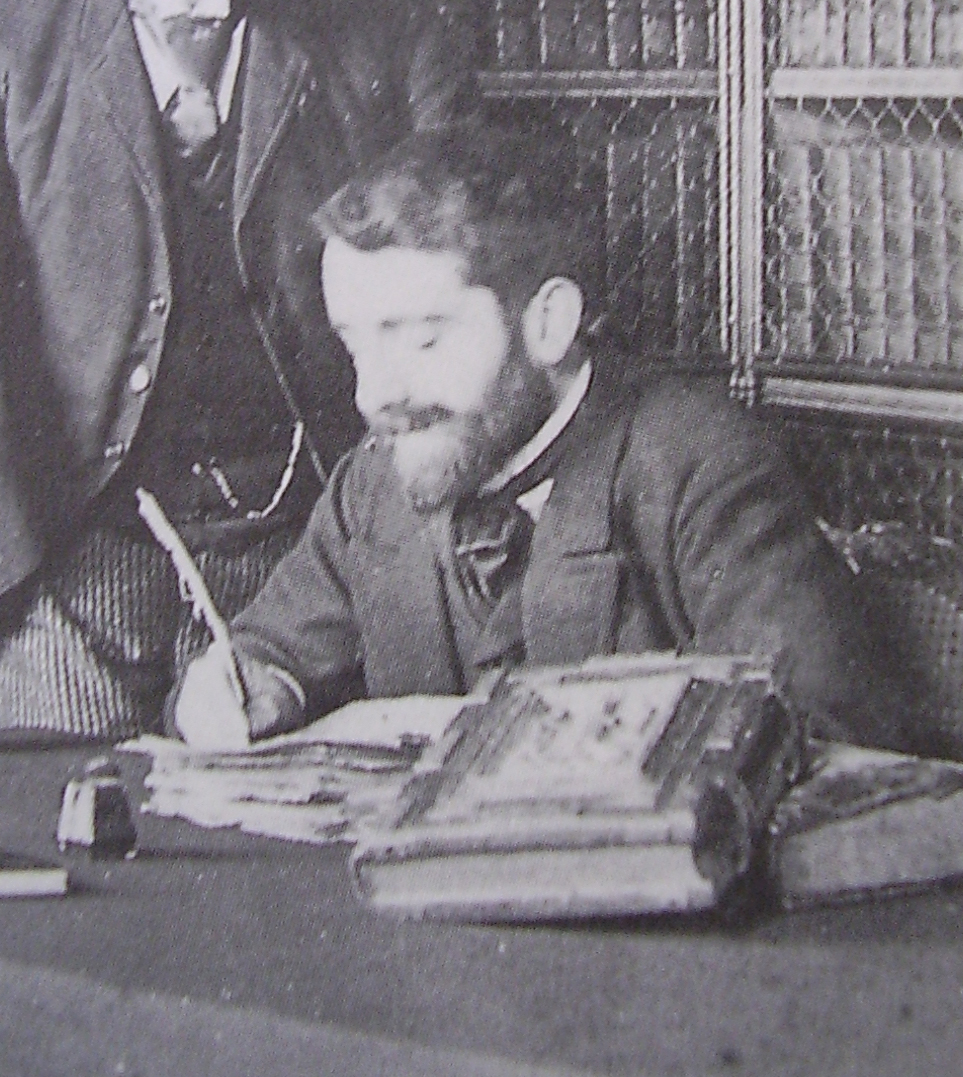
Frantz Funck-Brentano à la bibliothèque de l'Arsenal.

Frantz Funck dit Frantz Funck-Brentano, né au château de Munsbach (Luxembourg) le 15 juin 1862 et mort à Montfermeil le 13 juin 1947, est un archiviste, conservateur de la bibliothèque de l'Arsenal, historien et dramaturge français.

## Biographie
Fils de Théophile Funck (1830-1906), docteur en médecine d'origine luxembourgeoise, inspecteur des ambulances et chef du service des champs de bataille en 1871, attaché au cabinet du Ministre des finances en 1885, économiste, professeur à l'école de Sciences politiques, et de Sophie Brentano, mariés à Aschaffenbourg en 1861, Frantz naît au château de Munsbach que sa famille possédait. Il a une sœur, Claudine Funck-Brentano (1863-1922), qui est poétesse, et un frère, Louis Funck-Brentano (1867-1946), médecin à Paris. 
De son mariage en 1885 avec Alice Regray (1862-1919), il a une fille, Sophie Funck, qui est la mère du ministre français des Affaires étrangères Claude Cheysson, deux fils, Léon Funck (1890-1916), médecin, et Théophile Funck (1892-1916), aviateur, tous deux tués à la guerre, et un troisième fils, Christian Funck-Brentano (1894-1966), membre du cabinet du maréchal Lyautey puis attaché de presse de De Gaulle, cofondateur avec Hubert Beuve-Méry du journal Le Monde.
Diplômé de l'École des chartes, Frantz Funck-Brentano est nommé en 1885 conservateur à la Bibliothèque de l'Arsenal (dont il ne fut jamais directeur). 
D'abord spécialisé dans le Moyen Âge, il a dressé le catalogue des manuscrits diplomatiques relatifs aux cours étrangères pendant le règne de Philippe le Bel. Il porte ensuite son intérêt sur l'histoire de la fin de l'Ancien Régime à cause du fonds des archives de la Bastille qui se trouve à la Bibliothèque de l'Arsenal, dont il établit le catalogue exhaustif, et qui représente une source inestimable pour l'histoire. La spécificité de ce fonds l'a conduit à s'intéresser à toute l'histoire de l'Ancien Régime sous ses aspects les plus divers : il en étudie aussi bien les institutions que les particularités, ainsi que des personnages et des affaires célèbres dont il a fait le sujet de livres très documentés qui ont remporté de grands succès de librairie. Il s'oppose notamment à l'idée républicaine selon laquelle la monarchie française aurait été un régime d'oppression ; il s'efforce au contraire de montrer qu'elle était « hérissée de libertés » locales.
En 1900, il devient professeur remplaçant au Collège de France, dans la chaire d'Histoire des législations comparées où il traita de la formation des villes dans l'Europe occidentale.
En 1905, il est désigné comme premier conférencier de la Fédération de l'Alliance française aux États-Unis. Dans le même temps, il était chargé par le gouvernement français d'étudier la diffusion de la littérature française aux États-Unis et au Canada, ainsi qu'à Cuba. C’est en cette qualité que le 14 janvier 1905, il parle devant le président Theodore Roosevelt à la Maison-Blanche. À son retour, il est nommé chevalier de la Légion d'honneur. En 1909, devant les cercles français d'Autriche-Hongrie, à Vienne, à Prague et à Budapest, il traite de l'histoire de Paris à travers les âges. Par la suite, il est plusieurs fois conférencier de l'Alliance française, en Hollande, en Angleterre, en Danemark, Suède et Norvège, en Roumanie et en Russie. En 1907, l'Académie des inscriptions et belles-lettres lui décerna l’important prix Berger pour l'ensemble de ses travaux sur l'histoire parisienne.
Élu membre de l'Académie des sciences morales et politiques en 1928, il est également président de la Société des études historiques.
Parallèlement à ses travaux d'érudition, Funck-Brentano mène une carrière littéraire (livrets, pièces de théâtre, ouvrages de vulgarisation historique) et journalistique : il collabore notamment à Minerva (revue d'histoire et de critique littéraire nationaliste et monarchiste), à la Revue d'Action française puis à L'Action française de Charles Maurras.
En mai 1920, il est nommé membre du comité directeur de la Ligue des patriotes présidée par Maurice Barrès. Cet engagement nationaliste se traduit également dans son œuvre. Il critique notamment la Jeanne d'Arc de Jules Michelet, texte qui se préoccupe du caractère proto-démocratique de l'héroïne en ignorant délibérément les forts liens de la sainte avec la monarchie et la religion catholique.
L'un de ses fils, Christian Funck-Brentano (1894-1966), compte parmi les fondateurs du journal Le Monde. Lors de la Première Guerre mondiale, il perd deux fils. Théophile Funck-Brentano, né le 27 juillet 1892, Camelot du Roi, est tué à l'ennemi comme aviateur sur le front des Vosges le 25 juin 1916. Sa mémoire est honorée à Pair-et-Grandrupt. Léon Funck-Brentano, externes des hôpitaux de Paris au 152e régiment d'infanterie meurt le 2 septembre 1916.

## Publications
- La Mort de Philippe le Bel, étude historique, Paris, A. Picard, 1884
- Les Archives de la Bastille. Rapport à M. l'Administrateur de la Bibliothèque de l'Arsenal, 1887
- Philippe le Bel et la noblesse franc-comtoise, Nogent-le-Rotrou, Imprimerie de Daupeley-Gouverneur, 1888
- Introduction et notes au Traicté d'économie politique d'Antoine de Montchrétien (1615), 1889
- Documents pour servir à l'histoire des relations de la France avec l'Angleterre et l'Allemagne sous le règne de Philippe le Bel, études critiques, 1889
- Les Archives de la Bastille : La formation du dépôt, 1890
- L'Homme au masque de velours noir dit Le Masque de fer, Paris, 1894
- Catalogue des manuscrits de la Bibliothèque de l'Arsenal, 1894
- Les Lettres de cachet en blanc, 1895
- Les Origines de la guerre de Cent Ans, Philippe le Bel en Flandre, 1896, Paris, Honoré Champion (thèse présentée à la faculté des lettres de Paris)
- Légendes et archives de la Bastille, Paris, Hachette, 1898, prix Thérouanne de l'Académie française en 1899
- Le Drame des poisons, études sur la société du XVIIe siècle et la cour de Louis XIV, Paris, Hachette, 1899
- La Prise de la Bastille (1789, 14 juillet), Paris, Fontemoing, 1899
- L'Affaire du collier, Paris, Hachette, 1901
- La Mort de la reine (Les suites de l'affaire du collier), Paris, Hachette & Cie, 1901
- Les Lettres de cachet à Paris : étude, suivie d'une liste des prisonniers de la Bastille (1659-1789), Paris, Imprimerie nationale, 1903
- La Bastille des comédiens : le For-l'Évêque, Paris, Fontemoing, 1903
- Les Brigands, ill. par Alfred Paris, 1904, Paris, Hachette
- Mandrin, 1904, Paris, Hachette
- Mandrin, capitaine général des contrebandiers de France, 1908, prix Thérouanne de l'Académie française
- Mandrin et les contrebandiers : mémoires inédits, Paris, Fayard, S. d.
- Restif de la Bretonne, professeur d'histoire à Moulins, 1911
- Rosette (en collaboration avec André de Lorde), Librairie Plon, 1912
- L'Île-Saint-Louis et l'Arsenal, 1925
- L'Ancien Régime, Paris, Librairie Fayard, 1926
- Sibylle de Château-Porcien, Revue L'ILLUSTRATION, Noël 1928
- L'Île de la Tortue, La Renaissance du Livre, 1929, rééd. librairie Jules Tallandier, 1979.
- La Bibliothèque de l'Arsenal, avec Paul Deslandes, 1930
- L'Hôpital de Bicêtre, 1938
- Les Origines de l'Histoire de France, Paris, Hachette
- Les Nouvellistes, avec Paul d'Estrée, Paris, Hachette
- Figaro et ses devanciers, avec Paul d'Estrée, Paris, Hachette
- Les Lettres de cachet, Paris, Hachette
- La Renaissance, Paris, Librairie Fayard, 1935
- Luther, Paris, Librairie Grasset,
- La Cour du Roi-Soleil, Paris, Librairie Grasset
- Lucrèce Borgia, Paris, éditions de la Nouvelle Revue Critique
- Liselotte, duchesse d'Orléans, Paris, éditions de la Nouvelle Revue Critique
- Les secrets de la Bastille, Flammarion, 1932
- Scènes et tableaux de la Révolution, Gautier-Languereau, 1934
- Ce qu'était un Roi de France, Paris, Hachette, 1940
- Marat, ou le mensonge des mots, Paris, éditions Bernard Grasset, 1941
- Le Moyen Âge, 1943, Paris, Hachette, collection de l'Histoire de France racontée à tous
- Jeanne d'Arc, chef de guerre, 1943
- Féodalité et chevalerie, Paris, Éditions de Paris, 1946

## Distinctions
- Chevalier de la Légion d'honneur (1906)

## Source
- Bibliothèque de l'École des chartes, 1947-1948
- Luxemburger illustrierte No 38